# Ростки пшеницы

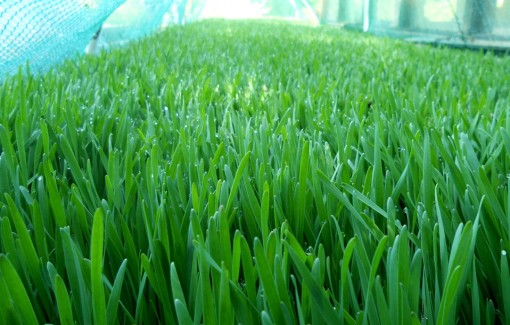
Ростки пшеницы, выращенные в открытом грунте.

Ростки пшеницы, также витграсс (от англ. wheatgrass) — молодые зеленые побеги пшеницы, применяются как сырье для изготовления продуктов здорового питания, как правило — в виде сока и порошка из сушёных ростков. Сок из ростков пшеницы содержит ряд необходимых человеку витаминов, микро- и макроэлементов, ферментов и аминокислот. Он хорошо усваивается организмом, лучше всего в виде свежесрезанных побегов или сока, свежего или замороженного. При дегидрации витграсс теряет часть своих полезных свойств.

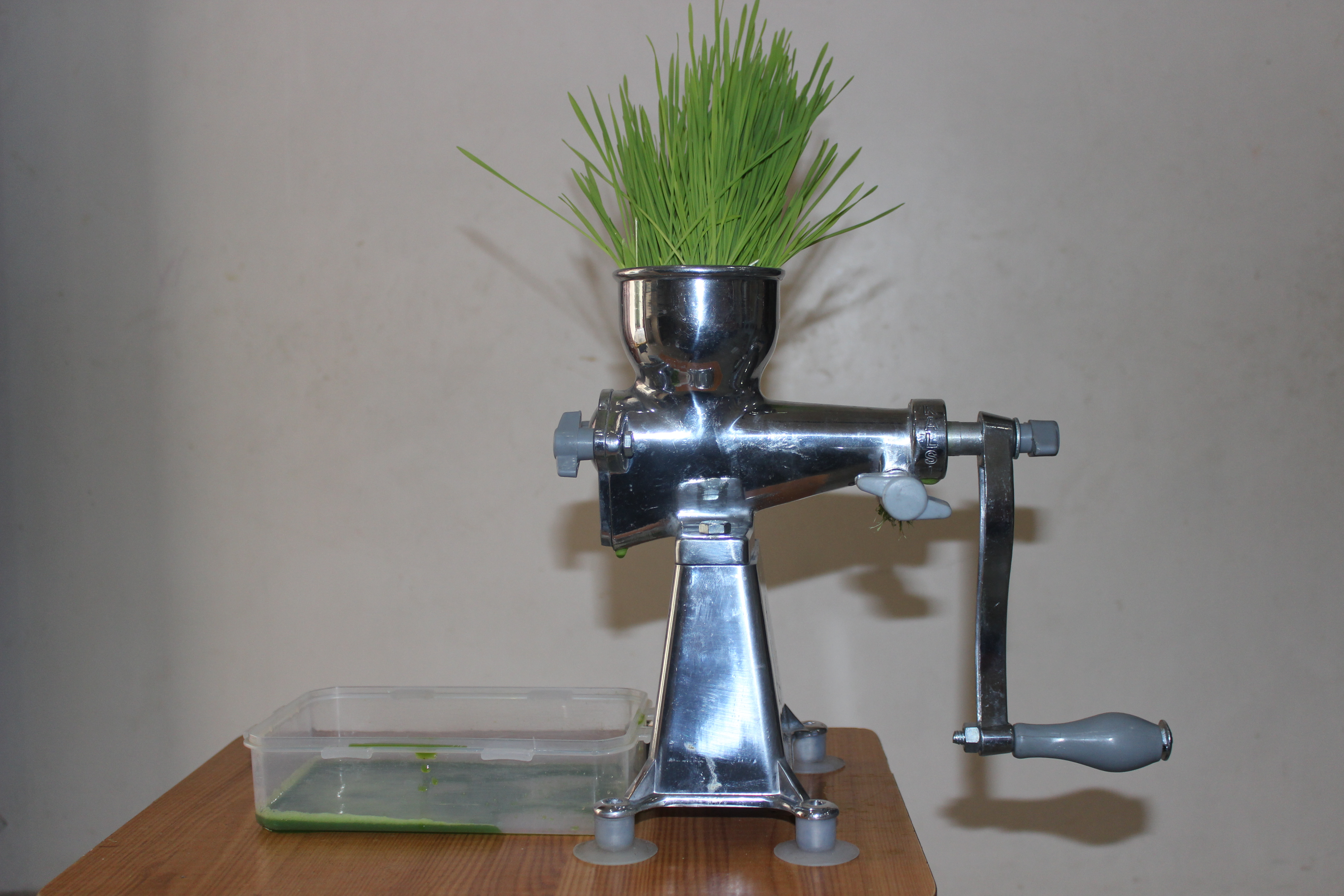
Получение сока ростков пшеницы с помощью ручной соковыжималки.

Как и большинство растений, ростки пшеницы содержат хлорофилл, аминокислоты, минералы, витамины и ферменты. Утверждения о пользе ростков пшеницы для здоровья варьируются от обеспечения организма необходимыми биологически активными веществами до уникальных лечебных свойств, однако последнее утверждение научно не доказано.

## История
Ростки пшеницы традиционно используются как в персидских, так и в индийских праздниках и ритуалах. Индусы сеют семена пшеницы или ячменя в первый день Наваратри и предлагают саженцы богине-матери в последний день в рамках ритуалов. Однако потребление ростков пшеницы в западном мире началось в 1930-х годах в результате экспериментов, проведённых Чарльзом Шнабелем в его попытках популяризировать растение. К 1940году банки с порошкообразной травой Шнабеля продавались в крупных аптеках США и Канады.
Энн Вигмор также была ярым сторонником употребления ростков пшеницы в качестве части сыроедения. Вигмор, основательница Института здоровья Гиппократа, считала, что ростки пшеницы, как часть сыроедения, очищают организм от токсинов, обеспечивая при этом надлежащий баланс питательных веществ. Она также учила, что ростки пшеницы можно использовать для лечения людей с серьёзными заболеваниями. Многие авторитетные институты здравоохранения считают, что оба эти утверждения совершенно псевдонаучны, и, возможно, опасны.

## Выращивание

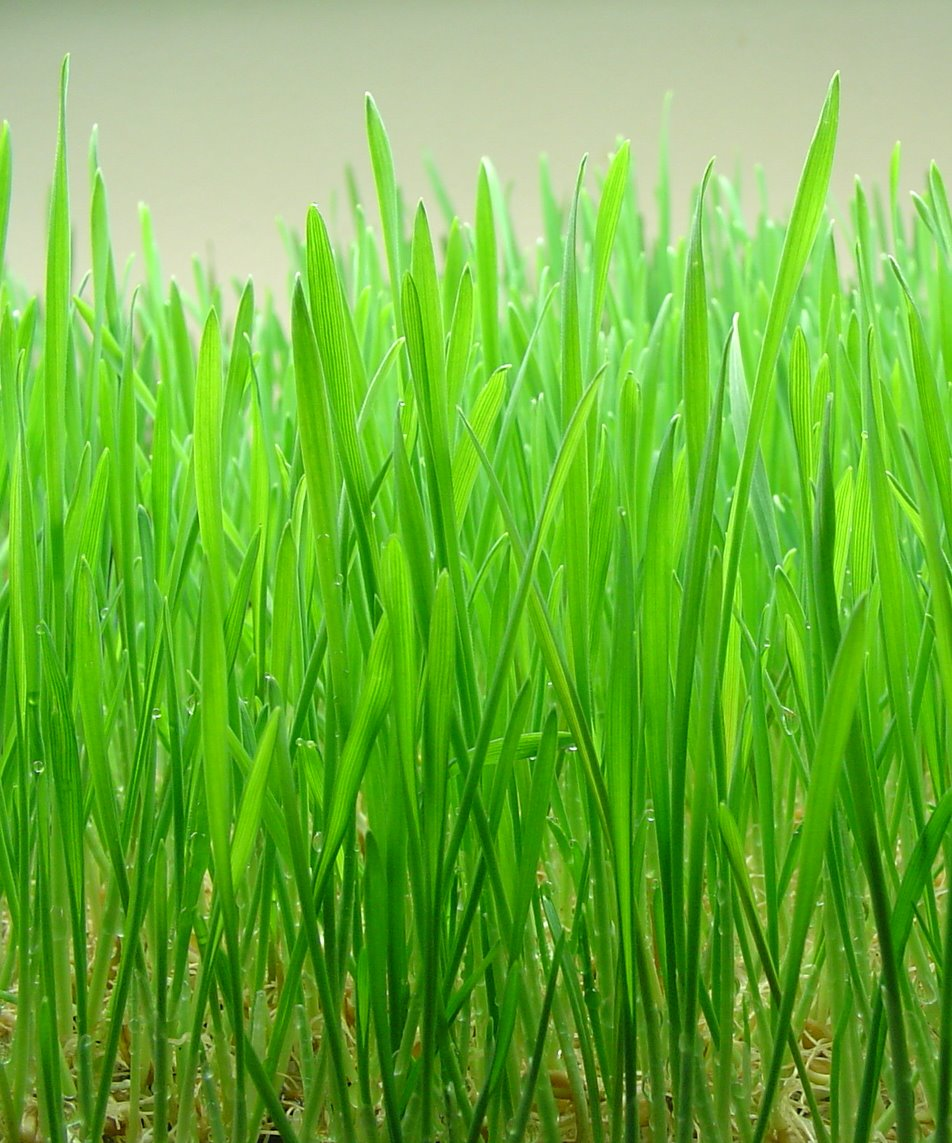
Ростки пшеницы, выращенные в помещении, за 8–10 дней до сбора урожая.

Ростки пшеницы можно выращивать в помещении или на открытом воздухе. Распространенным методом выращивания ростков в помещении часто является выращивание на лотках в питательной среде, например, в грунте. Листья собирают, когда на них образуется «расщепление» и когда появляется ещё один лист. Затем их можно срезать ножницами и дать возможность сформироваться второму побегу. Иногда возможен третий срез, но он может быть более жёстким и содержать меньше сахара, чем первый.
Исследование Шнабеля проводилось с пыреем, выращенным на открытом воздухе в Канзасе. Его пырей требовал 200 дней медленного роста в течение зимы и ранней весны, когда его собирали на стадии соединения. Он утверждал, что на этой стадии растение достигает своей максимальной питательной ценности; после соединения концентрация хлорофилла, белка и витаминов резко снижается. Пырей собирают, подвергают сублимации, затем продают в виде таблеток и порошкообразных концентратов для потребления человеком и животными. Пырей, выращенный в помещении, используется для приготовления порошка сока пырея.

## Влияние на здоровье
Сторонники ростков пшеницы делают много заявлений о их полезных свойствах, начиная от улучшения общего самочувствия и заканчивая профилактикой рака. Однако, по данным Американского онкологического общества, «имеющиеся научные данные не подтверждают идею о том, что ростки пшеницы или диета из ростков пшеницы может вылечить или предотвратить заболевание».

### Пищевая ценность
Ростки пшеницы являются источником калия, пищевых волокон, витамина А, витамина C, витамина Е (альфа-токоферола), витамина К, тиамина, рибофлавина, ниацина, витамина В6, пантотеновой кислоты, железа, цинка, меди, марганца и селена. Это также хороший источник белка, до 8 граммов на порцию, если употреблять в виде порошка или около 1 г в «порции» сока. Этот белок состоит по меньшей мере из 17 форм аминокислот, включая восемь из девяти незаменимых аминокислот.
В целом, содержание питательных веществ в соке пырея примерно равно содержанию питательных веществ в тёмных листовых овощах.
Витамин В12 не содержится ни в пырее, ни в каких-либо овощах, поскольку витамин В12 не вырабатывается растениями; скорее это побочный продукт микроорганизмов, живущих на растениях или в окружающей почве. Есть некоторые утверждения, что анализ пырея обнаружил B12 в незначительных количествах; однако нет никаких надёжных источников, подтверждающих это утверждение. Анализ пырея, проведённый Национальной базой данных по питательным веществам Министерства сельского хозяйства США, сообщает, что пырей не содержит витамина B12.